# Антін Глинка
Антін (Антоній, Ентоні) Глинка (28 травня 1906 — 25 квітня 1957) — журналіст та політичний діяч Канади українського походження, один з провідних діячів української громади. Брат науковця Ісидора Глинки.

## Життєпис

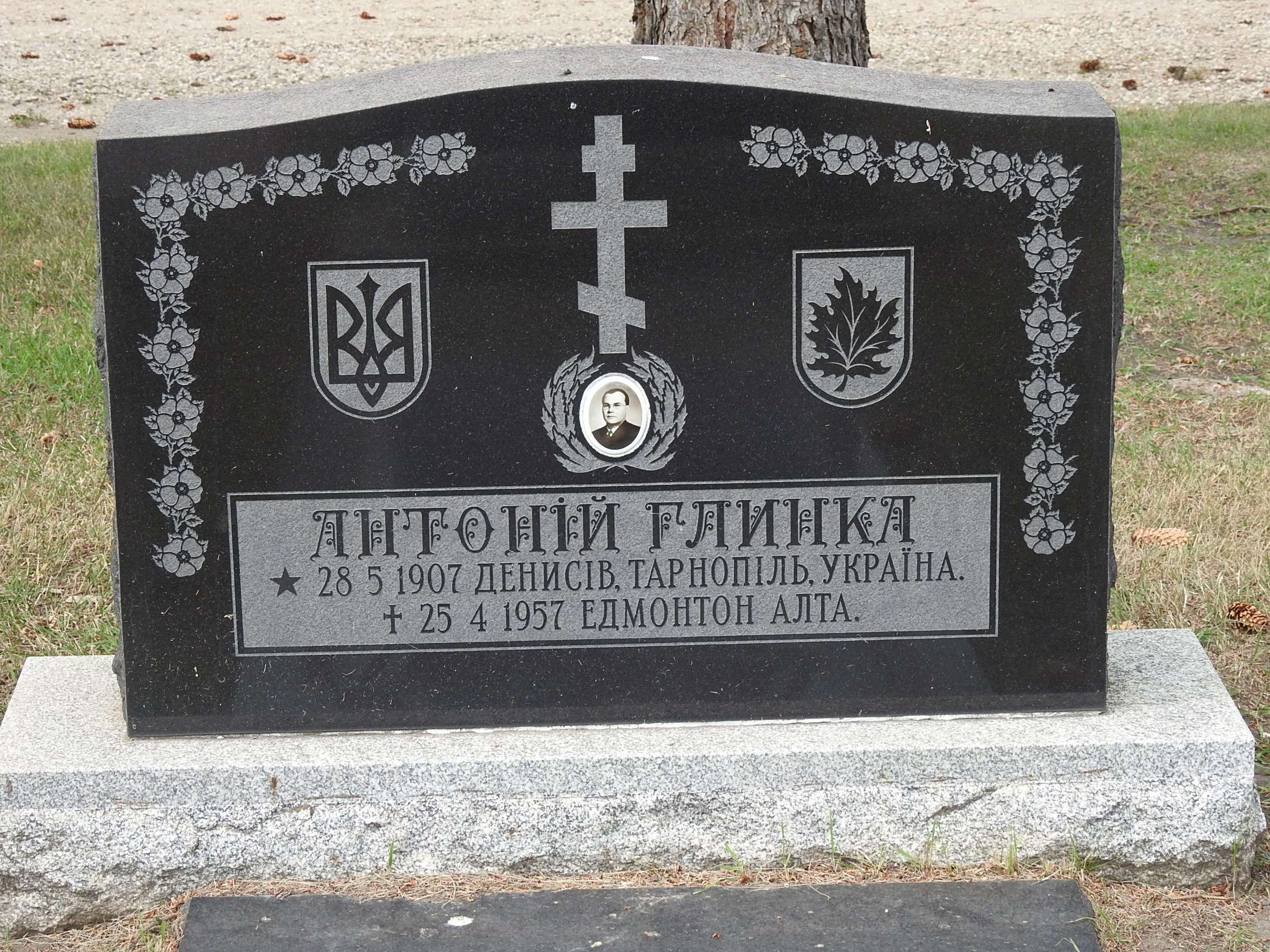

Походив з родини співака та музиканта хору О. Вітошинського, фольклориста Григорія Глінки. Антін народився у селі Денисів (тепер Тернопільського району Тернопільської області України). 1910 року з родиною виїхав до Канади, де оселився у селі біля міста Дельфи (провінція Альберта). Тут Антін здобув початкову освіту.
У 1923 році в Едмонтоні Альбертський коледж. Втім не зміг поступити до університету. У 1929 році враштувався працювати до страхової компанії (до 1931 року).
1931 року став друкуватися в тижневику «Новий шлях». У листопаді того ж року стає виконавчим директором журналу. 1932 року став засновником і членом Українського національного об'єднання. 1933 році очолив представництво «Нового шляху» в Саскатуні.
У 1935—1937 роках видавав українською та англійською мовами неперіодичний антикомуністичний таблоїд «Клич», а з 1937 до 1940 року — українську газету «Соціяльний кредит». У 1937 році став членом Альбертинської соціального спілки. департаменті муніципальних справ у Едмонтоні.
1940 і 1945 роках Антіна Глинку було обрано до Палати громад Федерального парламенту Канади від Соціально-кредитної партії в окрузі Веґревілл (провінція Альберта), ставши другим українцем-депутатом після Михайла Лучковича. Відвідував табори біженців у Європі, виступаючи за участь Канади у Другій Світовій війні. У 1942 році агітував за загальний призов до війська. У 1945 році виступав на захист прав українських переселенців у Канаді, які стали переселятися сюди після Другої Світової війни.
У 1949 році зазнав поразки від Джона Декора, члена Ліьеральної партії, на виборах до парламенту Канади. Спроба обратися у 1953 році також виявилася невдалою. В цей період повернувся до роботи у страховій компанії. У 1955 році зазнав невдачі на виборах до Законодавчій асамблеї Альберти. Помер у 1957 році. Похований у Едмонтоні, на цвинтарі св. Михаїла.
До 25-річчя смерті Антіна Глинки його родина видала книжку «Антін Глинка. Посол Федерального Парляменту Канади 1940–49» (Торонто, 1982). 2005 року в Калгарі видано спогади і щоденник Глинки «The Honourable Member for Vegreville».